# Furuflaten
Furuflaten (en same du Nord : Vuošvággi) est une localité de la municipalité de Lyngen du comté de Troms, en Norvège.